# 乔治·皮尔斯
乔治·皮尔斯（英語：George Foster Pearce，1870年1月14日—1952年6月24日），是澳大利亚联合党的政治家，1901年至1938年期间担任西澳大利亚州参议员。起初他作为工党成员步入政坛，之后又相继加入了民族党和統一澳洲黨，他曾在四届政府中担任国防及外交部长等职务。1952年，皮尔斯病逝于维多利亚州的埃尔伍德。

### 延伸阅读
- Pearce, George. . Hutchinson. 1951.
- Heydon, Peter. . Melbourne University Press. 1965.
- Connor, John. . Cambridge University Press. 2011.